# تلمبة شهمرادي (مقاطعة فهرج)
تلمبة شهمرادي (بالفارسية: تلمبه شهمرادی) هي قرية تقع في البلدة المركزية في إيران.